# 和乙継
和 乙継（やまと の おとつぐ）は、奈良時代の官吏である。祖先は百済武寧王である。高野新笠の父。孫にあたる桓武天皇即位の際、新笠とともに高野朝臣の称号を与えられる。
『日本書紀』武烈天皇7年（西暦505年?）4月項に、百済から遣わされた武寧王の息子、斯我君(夫餘斯我)が大和の貴族女性と結婚し、法師君を生んで、法師君の息子は和乙継である。斯我君と純陀太子を同一人物と見る学者がいる。